# Balthasar Dietrich
Balthasar Dietrich (* 1525 oder 1527 in Görlitz; † 1. September 1595 ebenda) war Diakon, Pastor Primarius und im Görlitzischen Königshain der erste evangelische Pfarrer.

## Biographie
Balthasar Dietrich wurde in Görlitz geboren. Als sein Geburtsjahr gibt  die Neue Lausitzische Monatsschrift (1802) das Jahr 1527 an, während es nach den Mitteilungen der Deutschen Gesellschaft zur Erforschung Vaterländischer Sprache und Altertümer in Leipzig (1856) entweder 1525 oder 1527 ist. 1540 studierte er unter Martin Luther in dessen letzten Lebensjahren in Wittenberg, wo er 1547 unter anderem von Philipp Melanchthon ordiniert wurde. Im selben Jahr wurde er für ein Jahr Pastor in Tauchritz, war dann acht Jahre in Leopoldshain und, berufen von Joachim Frenzel, von 1556 bis 1561 erster evangelischer Pfarrer in Königshain. In jenem Jahr wurde er nach Görlitz berufen, wo er am 4. Oktober 1566 Primarius wurde.
In seinem Werk Diluvium Novae (1578), das er in Distichen schrieb, beklagte er die „katholische Verderbnis“ und schrieb über die biblische Sintflut.
So wie sein Sohn in Friedersdorf des Kalvinismus beschuldigt wurde, sei seine Familie („die Dietriche“) gewöhnlich für Philippisten und Kryptokalvinisten gehalten worden.
Im Laufe seines Lebens zeugte er 29 Kinder, wovon ihn 20 neben 31 Enkelkindern überlebten.
Balthasar Dietrich war bei der Stadt, unter anderem wegen seiner Wohltätigkeit gegenüber Armen, so beliebt, dass zu seinem Begräbnis am 3. September 1595 2.000 Personen gekommenen sein sollen.

## Nachkommen
Eines seiner Kinder war Theodorus Georgius. Er wurde 1616 Gymnasiallehrer in Görlitz und 1617 als Pfarrer nach Friedersdorf versetzt, wo er vom Tauchritzer Pastor Georg Förster des Kalvinismus beschuldigt wurde. Nach einem Tumult verlor er auch das Vertrauen der Kirchengemeinde und ging deswegen nach Himmelstadt (Mark Brandenburg), wo er als Pfarrer starb.
Balthasars Urenkel Elias Dietrich (1609–1678) und dessen Neffe Balthasar (1678–1729) scheinen politisch aktiv geworden zu sein. Sie sind in der Stammtafel (1776) und zusätzlich im Archiv für Sippenforschung und alle verwandten Gebiete (1928) als Konsul verzeichnet. Während Elias Dietrich im Görlitzer Bürgermeister-Verzeichnis vorkommt (1665, 1669, 1673 und 1676), heißt es im Archiv für Sippenforschung, dass Balthasar Dietrich Görlitzer Bürgermeister gewesen sei.
Paul Fritsch zeichnete in einer ausführlichen Genealogie ein bestätigendes bzw. korrigierendes Bild, wonach Elias Dietrich (* 9. November 1609; † 16. März 1678), Balthasars Urenkel, im Jahr 1665 Bürgermeister wurde und sein „ferner Nachkomme“ Balthasar Dietrich († 11. Juli 1729) es ihm im Jahr 1725 gleichtat. Des letzteren Sohn Christian Gottlieb Dietrich habe im Jahr 1721 Helena Sabine Möller von Möllerstein geheiratet. Aus dieser Ehe stammten mindestens drei, teilweise hochrangige Söhne.

## Werk
- Diluvium Novae (auch Diluvium Nohae), lateinisch, Görlitz 1578. Druck: Ambrosius Fritsch (1525–1593), weitere mitwirkende Personen: Jacob Schachmann (1527–1586) und Adam Rehdiger (1533–1595). Aufenthaltsort: Abteilung Alte Drucke in der Universitätsbibliothek Warschau.[14]